# Year of the Dragon
„Year of the Dragon“ (в превод Година на дракона) е деветият студиен албум на Модърн Токинг. Заглавието му не е просто символично, защото не само излиза в годината на дракона според китайския народен календар, но и съдържа песни за Китай, както и китайски аранжименти – камбани, гонгове, китайски народни инструменти.
Албумът е с типичното евроденс звучене. Както предходния албум и този съдържа балади – 6 на брой. От него излизат две песни като сингли – „China In Her Eyes“, която моментално попада в Топ 8 и „Don’t Take Away My Heart“ – която е първият неуспешен сингъл на дуета – на 42-ро място. Клипът към първия сингъл е заснет в Хонг Конг, а клипът към втория – в пустинята Сахара. Много от феновете негодуват, защото в албума има много по-успешна песен от „Don’t Take Away My Heart“ и тя се нарича „No Face, No Name, No Number“ – в стил латино, което за първи път се случва в историята на дуета. Въпреки че не е издадена като сингъл, песента става хит на лято 2000. Други успешни песни от албума са „Cosmic Girl“, „After Your Love Is Gone“, „Fly To The Moon“, „Avec Toi“. Албумът става платинен и е на 3-та позиция в класацията на Германия и в Топ 10 в Европа за 2000 година.

## Списък на песните
1. „China In Her Eyes“ – 4:22
2. „Don’t Take Away My Heart“ – 3:37
3. „It’s Your Smile“ – 3:41
4. „Cosmic Girl“ – 3:41
5. „After Your Love Is Gone“ – 3:41
6. „Girl Out Of My Dreams“ – 3:58
7. „My Lonely Girl“ – 4:00
8. „No Face, No Name, No Number“ – 3:59
9. „Can’t Let You Go“ – 4:22
10. „Part Time Lover“ – 3:11
11. „Time Is On My Side“ – 3:37
12. „I’ll Never Fall In Love Again“ – 4:39
13. „Avec Toi“ – 3:52
14. „I’m Not Guilty“ – 3:39
15. „Fight For the Right Love“ – 3:42
16. „Walking In The Rain Of Paris“ – 3:41
17. „Fly To The Moon“ – 3:37
18. „Love Is Forever“ – 3:24
19. „China In Her Eyes“ (рап версия) – 3:10